# 解放巴林人民阵线
解放巴林人民阵线（阿拉伯语：الجبهة الشعبية لتحرير البحرين）是巴林历史上的一个奉行阿拉伯民族主义和马克思列宁主义的地下政党。该党起源于阿拉伯民族主义运动中的左翼马克思主义流派。1974年，解放阿曼和阿拉伯湾人民阵线重组为两个独立组织——解放阿曼人民阵线和解放巴林人民阵线。该党的多名成员曾参与阿曼的佐法尔战争。
2000年，该党的成员建立全国民主行动协会（简称“瓦阿德”），这是巴林首个正式获得许可的政治组织。2001年，解放巴林人民阵线并入全国民主行动协会—瓦阿德。